# Alan Rusbridger
Alan Rusbridger (Rhodèsia del Nord, 29 de desembre de 1953) és un periodista, cap d'edició de The Guardian i editor d'aquest diari des de 1995, fins a l'any 2015. És també membre de la Scott Fundation (que posseeix The Guardian i The Observer)

## Biografia
Nascut a Rhodèsia del Nord, actualment Zàmbia, és fill de G.H Rusbridger, Director d'Educació de Zàmbia, i B.E. Va estudiar a Cranleigh School, un col·legi independent de nois a Cranleigh (Surrey) al Magdalene ColleBorn a Zàmbia, i es va graduar a la Universitat de Cambridge amb el Graduat en Anglès el 1976. Es va casar amb l'educadora Lindsay Mackie i tenen dos fills (nascuts el 1983 i 1986). Amb una gran afició per la música, toca el piano i el clarinet. És també president de l'Orquestra Jove Nacional de Gran Bretanya del 2004.

## Carrera
La carrera de Rusbridger va començar al Cambridge Evening News, on va treballar com a reporter abans d'entrar a The Guardian el 1979. També va treballar com a cronista, columnista, i reporter abans de sortir del diari per fer crítiques de TV pel diari The Observer.
El 1987 va ser corresponsal a Washington DC pel London Daily News abans de retornar al The Guardian.
Al següent any va passar d'escriure a editar, posant en marxa el Guardian Weekend magazine i la secció G2 en paper.
Va ser nomenat director adjunt el 1994, quan va començar a treballar en les incursions inicials del diari en l'edició digital.
Com a editor, va ajudar el llançament del Guardian Unlimited –ara guardian.co.uk- i el 2004, va ser responsable del redisseny i transformació del format en paper cap al format European Berliner.
Va supervisar la integració de les operacions en paper i digital, ajudant a construir una web que avui en dia atrau a més de 30 milions de visitants per mes. Es troba al top 10 global new sites, i ha estat regularment votat el millor diari digital del món.
En el seu editorial el diari ha lliurat una sèrie de batalles d'alt nivell sobre la difamació i la llibertat de premsa, incloent casos de Neil Hamilton, Jonathan Aitken, la llibertat de Policia de Federació, Trafigura, d'informació i de Wikileaks
En paper, el diari va ser nomenat diari de l'any cinc vegades entre 1996 I 2006. Rusbridger ha estat nomenat editor de l'any en tres ocasions.